# رده سلولی نامیرا
رده سلولی نامیرا (به انگلیسی: Immortalized cell line)، جمعیتی از سلول‌های یک موجود چند سلولی است که در حالت طبیعی به‌طور نامحدود تکثیر نمی‌شوند ولی در نتیجه جهش، پیری طبیعی سلولی از بین رفته و می‌تواند به تقسیمات سلولی خود ادامه دهد؛ بنابراین سلول‌ها می‌توانند به مدت طولانی در شرایط آزمایشگاهی رشد کنند.
جهش‌های لازم برای نامیرا شدن می‌توانند به‌طور طبیعی اتفاق بیفتند یا عمداً برای اهداف آزمایشگاهی القاء شوند. رده‌های سلولی نامیرا یکی از ابزارهای بسیار مهم برای تحقیقات در بیوشیمی و زیست‌شناسی سلولی موجودات چند سلولی هستند. رده‌های سلولی نامیرا کاربردهایی هم در زیست فناوری داشته‌اند. یک رده سلولی نامیرا نباید با سلول‌های بنیادی، که آن‌ها هم می‌توانند به‌طور نامحدود تقسیم شوند ولی بخشی از تکوین طبیعی یک موجود زنده چند سلولی را تشکیل می‌دهند، اشتباه گرفته شود.

### ارتباط با زیست‌شناسی طبیعی و آسیب‌شناسی
انواع مختلفی از رده‌های سلولی نامیرا وجود دارند. برخی از آن‌ها رده‌های سلولی طبیعی هستند (از جمله مشتقات سلول‌های بنیادی). دیگر رده‌های سلولی نامیرا، سلول‌های سرطانی تولید شده در شرایط آزمایشگاهی هستند.
سرطان زمانی اتفاق می‌افتد که یک سلول سوماتیک که به‌طور معمول نمی‌تواند تقسیم شود، دست‌خوش جهش‌هایی شود که باعث تغییر تنظیم کنترل چرخهٔ طبیعی سلول می‌شود که منجر به تکثیر غیرقابل کنترل می‌شود. رده‌های سلولی نامیرا متحمل چنین جهش‌هایی شده‌اند که اجازه می‌دهد که یک نوع سلول که به‌طور معمول قادر به تقسیم شدن نیست، در شرایط آزمایشگاهی تکثیر شود. منشأ برخی از رده‌های سلولی نامیرا، برای مثال سلول‌های «هلا» انسانی، از سلول‌های سرطانی طبیعی که در بدن به وجود آمده‌اند هستند.

### نقش و کاربردها
رده‌های سلولی نامیرا به‌طور گسترده‌ای به عنوان یک مدل ساده برای سیستم‌های زیستی پیچیده‌تر استفاده می‌شوند، به عنوان مثال برای تجزیه و تحلیل‌های بیوشیمی و زیست‌شناسی سلولی سلول‌های پستانداران (از جمله انسان). مزیت اصلی استفاده از یک ردهٔ سلولی نامیرا در تحقیقات، جاودانگی آن است؛ سلول‌ها می‌توانند به‌طور نامحدود در محیط کشت رشد کنند. این کار، تجزیه و تحلیل زیست‌شناسی سلول‌ها را که در غیر این صورت طول عمر محدودی دارند، ساده می‌کند.
رده‌های سلولی نامیرا نیز می‌توانند کلون شوند و یک جمعیت کلنی ایجاد کنند که به نوبهٔ خود می‌تواند به‌طور نامحدود تکثیر شود.
این کار این امکان را فراهم می‌کند تا یک آزمایش بارها در سلول‌هایی با ژنتیک یکسان تکرار شود که برای آزمایش‌های تکرارپذیر علمی بسیار مطلوب است. جایگزین این روش، انجام تجزیه و تحلیل بر روی سلول‌های اولیه از اهداکنندگان چندین بافت است، که مزیت تکرارپذیری را ندارد. رده‌های سلولی نامیرا در زیست فناوری کاربرد دارند چرا که یک روش مقرون به صرفه برای رشد سلول‌های مشابه با آن‌هایی هستند که در یک موجود چند سلولی آزمایشگاهی یافت می‌شوند. سلول‌ها برای اهداف بسیار متنوعی، از آزمایش سمیت ترکیبات یا داروها تا تولید پروتئین‌های یوکاریوتی استفاده می‌شوند.

### محدودیتها

#### تغییرات از منشاهای غیرنامیرا
در حالیکه رده‌های سلولی نامیرا اغلب از یک نوع بافت شناخته شده منشأ می‌گیرند، دستخوش جهش‌های معناداری شده‌اند تا نامیرا شوند. این قضیه می‌تواند زیست‌شناسی سلول را دگرگون کند و باید در هر آزمایشی مورد توجه قرار گیرد.
علاوه بر این، رده‌های سلولی می‌توانند در طول چندین پاساژ از لحاظ ژنتیکی تغییر کنند، که منجر به تغییرات ریخت شناختی و نتایج آزمایش متفاوت بین نمونه‌های جداسازی شده، بسته به اینکه آزمایش در چه زمانی و از چه نژاد جداسازی شده‌است، می‌شود.

#### آلودگی با سلولهای دیگر
بسیاری از رده‌های سلولی که به‌طور گسترده برای تحقیقات زیست پزشکی مورد استفاده قرار می‌گیرند، با دیگر سلول‌های مهاجم آلوده شده و بیش از اندازه رشد کرده‌اند. برای مثال، رده‌های تیروئیدی مفروض، در واقع سلول‌های ملانوم بوده‌اند، بافت پروستات مفروض در واقع سلول‌های سرطان مثانه بود، و کشت‌های طبیعی سلول‌های رحمی مفروض، در واقع سلول‌های سرطان سینه بودند.

### روش‌های تولید
چندین روش برای تولید رده‌های سلولی نامیرا وجود دارد.
1. جداسازی از یک بافت سرطانی که به‌طور طبیعی اتفاق افتاده‌است. این روش اصلی تولید یک ردهٔ سلولی نامیرا است. نمونه‌های عمده شامل سلول‌های هلای انسانی است که از یک سرطان گردن رحم گرفته شده‌است و سلول‌های موشی راو ۲۶۴٫۷ که به نظر جهش یافته می‌آمدند و سپس به عنوان سلول‌های قادر به تقسیم، انتخاب شدند.
2. معرفی یک ژن ویروسی (ورود ویروس به درون سلول مورد نظر) که باعث تغییر در تنظیم چرخهٔ سلولی می‌شود (به عنوان مثال، ژن E1 از آدنوویروس تیپ ۵) که برای نامیرایی ردهٔ سلولی HEK293 استفاده شد).
3. بیان مصنوعی پروتئین‌های کلیدی مورد نیاز برای نامیرایی، به عنوان مثال تلومراز که مانع از تجزیهٔ پایانه‌های کروموزومی در طی تکثیر DNA در یوکاریوت‌ها می‌شود.
4. فناوری هیبریدوما، که به‌طور خاص برای تولید رده‌های سلولی تولید کنندهٔ آنتی‌بادی Bی نامیرا استفاده می‌شوند، که یک سلول تولید آنتی‌بادی B با یک سلول میلوما (سرطان سلول B) ادغام شده‌است.

## مثال‌ها
مثال‌های متعددی از رده‌های سلولی نامیرا وجود دارند، که هر کدام ویژگی‌های متفاوتی دارند. بیشتر رده‌های سلولی نامیرا توسط نوع سلولی که از آن‌ها منشأ می‌گیرند یا از نظر زیستی شبیه‌ترین به آن‌ها هستند، طبقه‌بندی می‌شوند.
- سلول‌های 3T3: یک ردهٔ سلولی فیبروبلاستی موش مشتق شده از جهش خودبه خودی در بافت کشت داده شدهٔ جنین موش
- سلول‌های A549: مشتق شده از تومور ریه از یک بیمار سرطانی
- سلول‌های F11: یک رده از نورون‌های گانگلیون‌های ریشهٔ پشتی رت‌ها[۴]
- سلول‌های هلا: یک ردهٔ سلولی به‌طور گسترده استفاده شدهٔ انسانی که از دهانهٔ رحم بیمار سرطانی هنریتا لکز جداسازی شده‌است.
- سلول‌های HEK293: مشتق شده از سلول‌های جنینی انسانی
- سلول‌های Jurkat: یک ردهی سلولی لنفوسیت T انسانی جدا شده از یک مورد لوکمی (سرطان خون)
- سلول‌های Vero: یک ردهی سلولی کلیهٔ میمون که بوسیلهٔ نامیرا شدن خودبه خودی به وجود آمده‌است.